# Музей Пікассо (Барселона)
Музе́й Пікассо́ (кат. Museu Picasso) у Барселоні  - музей знаменитого іспанського художника XX ст. Пабло Пікассо, що має одну з найбільший колекцій його художніх робіт . Це один з найпопулярніших і найвідвідуваніших музеїв Каталонії. Музей розташований у п'яти сусідніх середньовічних палацах Готичного кварталу Барселони.

## Історія
Ідея створення музею належить другові Пікассо Джемі Сабартесу. Пікассо свого часу передав йому багато своїх робіт. Спочатку Сабартес планував заснувати музей у Малазі, місті, де Пікассо народився. Однак сам Пікассо порадив відкрити музей у Барселоні, оскільки він протягом свого життя був тісно пов'язаний з цим містом.
Музей було відкрито у 1963, виставлена колекція складалася з 574 робіт, подарованих Сабартесом, тих творів, які Пікассо раніше подарував місту Барселоні, робіт з Музею сучасного мистецтва Барселони та подарунків від друзів Пікассо та колекціонерів.
Після смерті Сабартеса у 1968 Пікассо сам пожертвував велику кількість робіт, включаючи бл. 1000 робіт раннього періоду його творчості — академічні роботи та живопис «блакитного періоду». Зараз у музеї постійно експонуються понад 3,5 тис. робіт Пікассо.
Музей розташований за адресою: Карре Монкада (c/ Montcada) 15-23, 08003 Барселона. Про вартість квитка та час роботи музею можна дізнатися тут [Архівовано 13 вересня 2008 у Wayback Machine.].